# Rajd Warszawski 1973

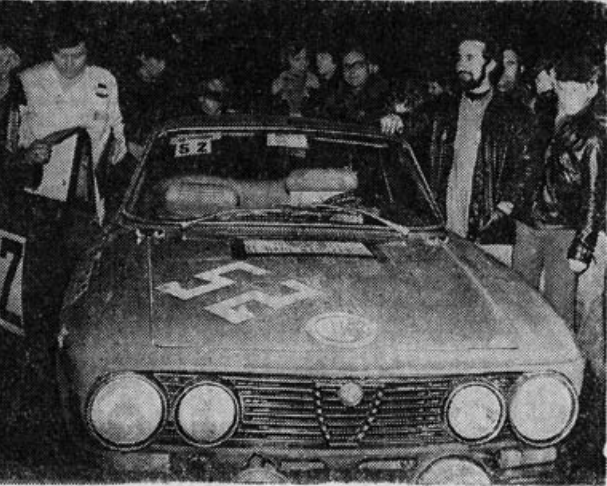
Lelio Lattari i Jacek Różański zwycięzcy 11. Rajdu Warszawskiego

11. Rajd Warszawski "Polskiego Fiata" – 11. edycja Rajdu Warszawskiego. Był to rajd samochodowy rozgrywany od 9 do 11 listopada  1973 roku. Była to piąta runda Rajdowych Samochodowych Mistrzostw Polski w roku 1973. Rajd składał się z osiemnastu odcinków specjalnych, jednej próby szybkości górskiej (1,5 km), jednej próby szybkości płaskiej (7,5 km) i dwóch prób slalomowych. Został rozegrany na nawierzchni asfaltowej. Zwycięzcą rajdu został Lelio Lattari.

## Wyniki końcowe rajdu[1][2]
| Miejsce | Kierowca              | Pilot                | Samochód              | Czas    | Strata | Grupa Klasa |
| ------- | --------------------- | -------------------- | --------------------- | ------- | ------ | ----------- |
| 1       | Lelio Lattari         | Jacek Różański       | Alfa Romeo 2000 GTV   | 1:44:14 | -      | I/9-13      |
| 2       | Henryk Ziemski        | Wiesław Grabarczyk   | BMW 2002 Ti           | 1:52:45 | +8:31  | I/9-13      |
| 3       | Marek Varisella       | Janina Jedynakowa    | Polski Fiat 125p 1300 | 1:56:42 | +12:28 | II/7        |
| 4       | Maciej Stawowiak      | Jan Czyżyk           | Polski Fiat 125p 1500 | 1:57:13 | +12:59 | V           |
| 5       | Janusz Dąbrowski      | Stanisław Brzozowski | Fiat 128 Sport        | 2:02:40 | +18:26 | I/3-7       |
| 6       | Maciej Sowiński       | Tadeusz Przybysz     | BMW 1602              | 2:03:42 | +19:28 | I/8         |
| 7       | Włodzimierz Markowski | Jacek Stawiński      | Polski Fiat 125p 1500 | 2:06:07 | +21:53 | I/8         |
| 8       | Janusz Książkiewicz   | Julian Ochrymowicz   | Polski Fiat 125p 1500 | 2:07:46 | +23:32 | I/8         |
| 9       | Jerzy Bachtin         | Piotr Mystkowski     | Polski Fiat 125p 1500 | 2:08:57 | +24:43 | II/8        |
| 10      | Tomasz Ciecierzyński  | Piotr Dąbkowski      | Alfa Romeo 1750       | 2:09:31 | +25:17 | I/9-13      |